# Ummidia modesta
Ummidia modesta là một loài nhện trong họ Ctenizidae. U. modesta được miêu tả năm 1901 bởi Richard C. Banks.